# ميتنفالد
ميتنفالد هي بلدية ألمانية تقع في ضاحية غارمش-بارتن كيرشن، في بافاريا.

## الجغرافيا
تقع ميتنفالد على بعد حوالي 16 كلم من الجنوب الشرقي لمدينة غارميش-بارتنكيرشن، بالقرب من وادي نهر إيسار، عند سفوح جبال الألب الشمالية، على الطريق بين المركز التجاري والمصرفي القديم في أوغسبورغ.

## توأمة
لميتنفالد اتفاقيات توأمة مع:
- فيك آوف فور

## أعلام
- ريتشارد زيمر
- سيباستيان كلوتز
- مارتن بينو شميت
- ماكس ريغر
- ماتياس كلوتز

## روابط خارجية
- الموقع الرسمي
- Virtual tour of Mittenwald (بالألمانية)

- Museum of violin manufacturing (بالألمانية)